# Victoria von Córdoba

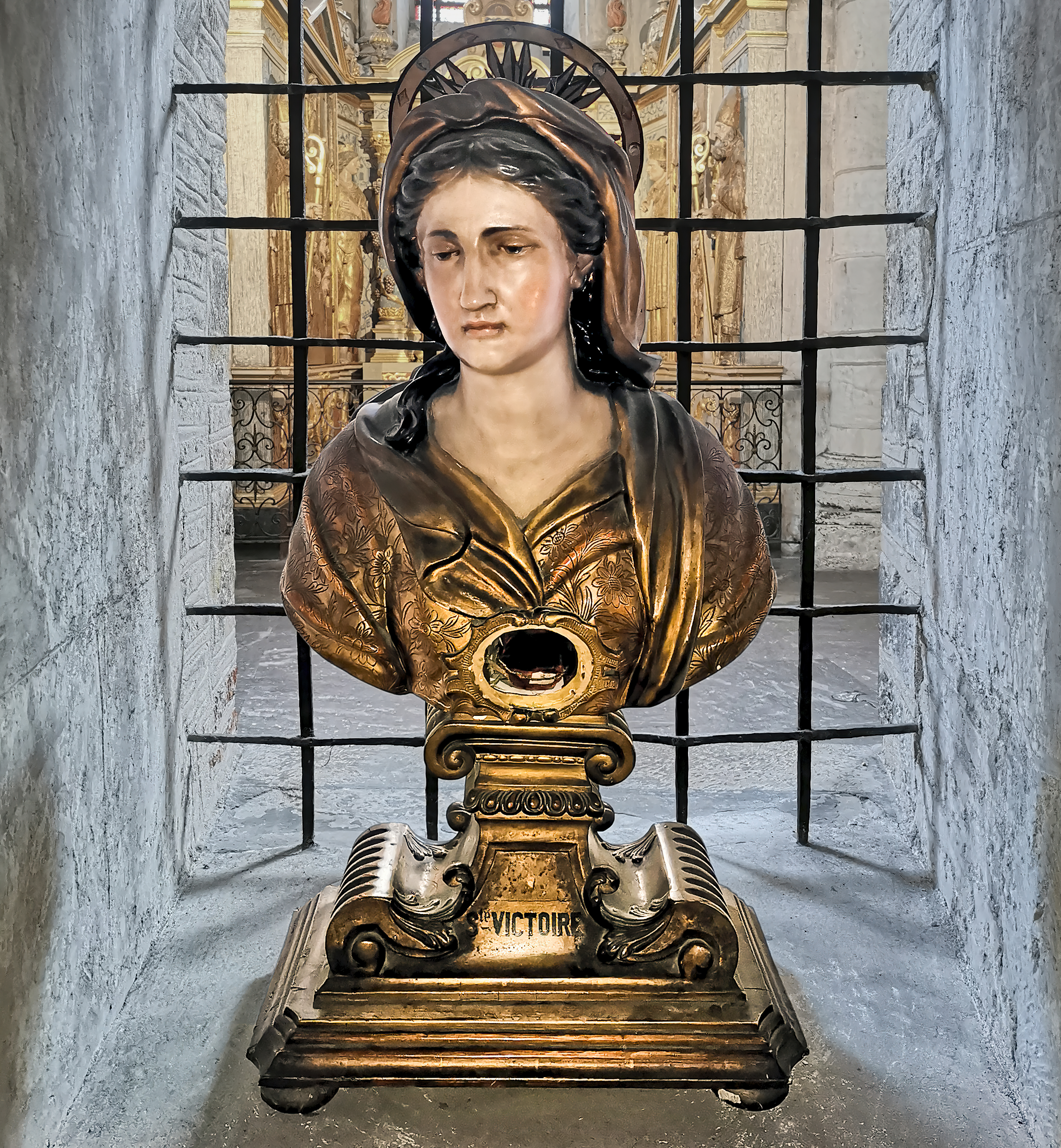
Reliquienbüste der Heiligen Viktoria

Victoria von Córdoba († 313 in Córdoba) wird als Heilige und Märtyrin verehrt. Der Überlieferung nach war Victoria die Schwester des Acisclus, der wie sie in der Christenverfolgung vermutlich im Jahr 313 das Martyrium in Córdoba erlitt.

## Vita
Nach ihrer Gefangennahme wurden Victoria und Acisclus gefoltert. Victoria wurde von Pfeilen getroffen, Acisclus enthauptet. Die beiden Heiligen werden in Spanien und Südfrankreich hoch verehrt. Ihr Geburtshaus in Córdoba wurde in eine Kirche umgewandelt. Sie sind Schutzpatrone der Stadt Córdoba.

## Verehrung
Ihr Gedenktag in der Liturgie ist der 17. November.
Die Heilige wird um gedeihliches Wetter für die Ernte angerufen. Ihre Hauptkirche ist die Iglesia de Santa Victoria in Córdoba, die ihr Wohnhaus gewesen sein soll. Häufig sind Doppelpatrozinien mit dem Hl. Acisclus. Die heilige Victoria wird auf Bildern häufig mit Pfeilen in der Hand und mit einem Kranz aus Rosen auf dem Kopf dargestellt (ein Attribut der Jungfräulichkeit).

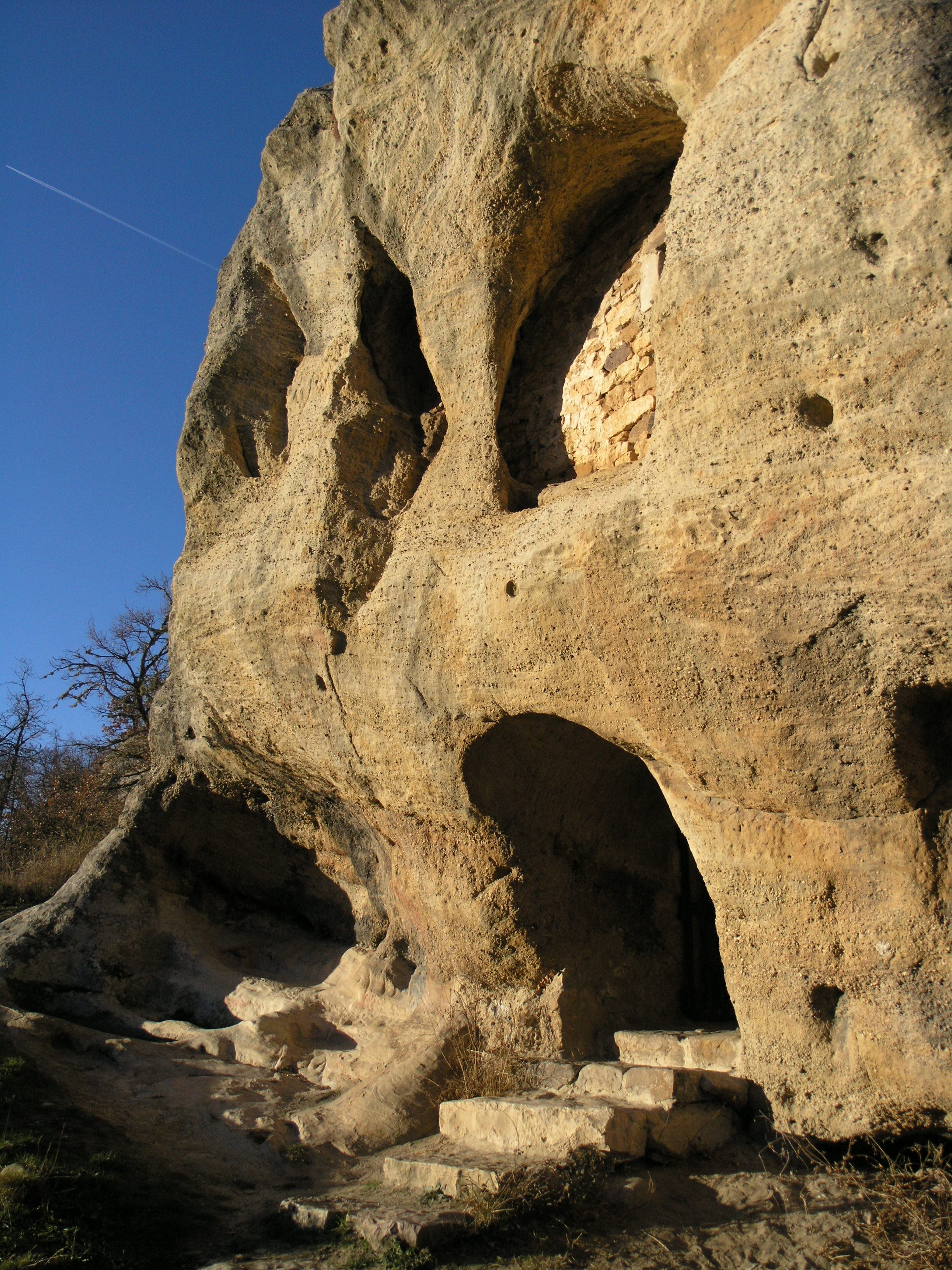
Ermita de San Acisclo y Santa Vitoria en Arroyuelos, Valderredible, Spanien (Felsenkirche)
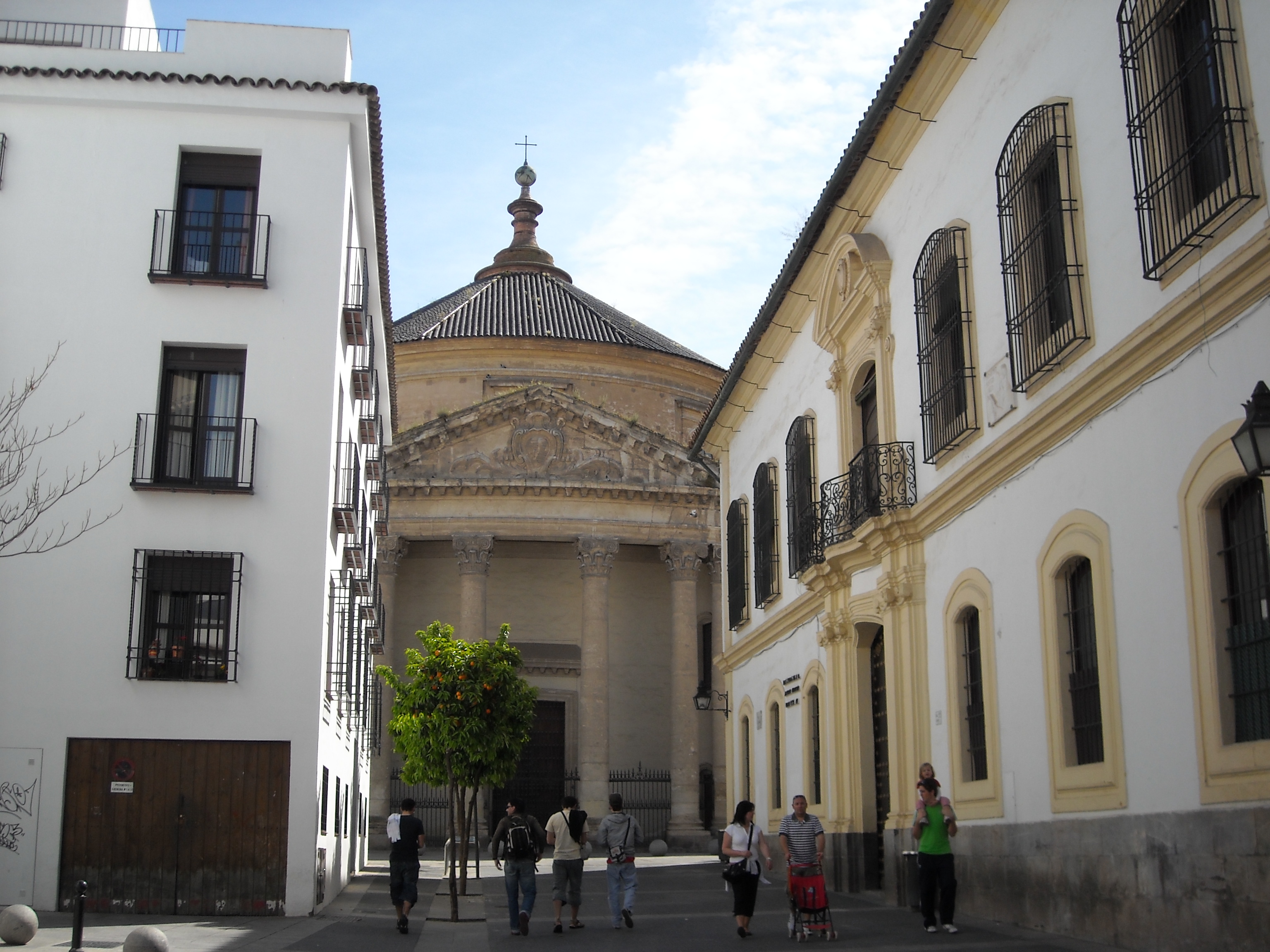
Iglesia de Santa Victoria Córdoba, Spanien
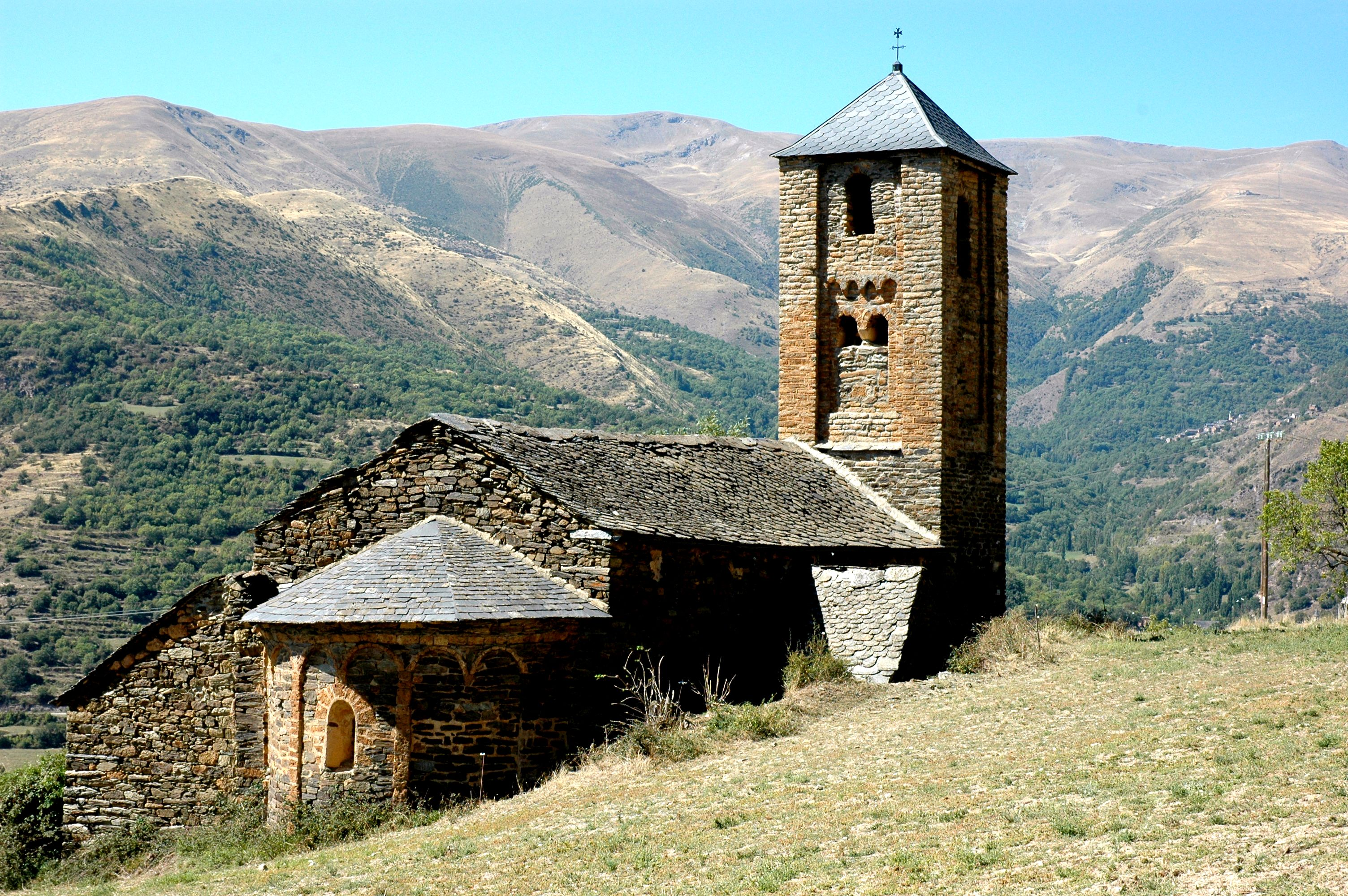
Sant Iscle i Santa Victòria de Surp, Katalonien, Spanien